# Mena Massoud
Mena Massoud (Cairo, 17 de setembro de 1991) é um ator egípcio, mais conhecido por interpretar Aladdin em Aladdin.

## Infância e educação
Nasceu no Cairo, Egito, filho de pais cristãos ortodoxos Coptas egípcios. Ele tem duas irmãs mais velhas. Quando Mena era criança, ele e sua família emigraram para o Canadá. Ele cresceu em Markham, Ontário, onde frequentou o St. Brother André Catholic High School . Ele é vegano e fundou um programa de viagem gastronômico baseado em vegetais "Evolving Vegan".

## Biografia
Mena começou a atuar em 2011, com participações especiais nas séries de televisão Nikita e Combat Hospital. Em 2015, ele atuou em Open Heart, uma série dramática canadense, no papel de Jared Malik. A série durou apenas uma temporada. Em 2017, ele estrelou o filme Dias Comuns como Ollie Santos; e em seguida fez algumas participações na série Jack Ryan, da Amazon Prime, como Tarek Kassar. No mesmo período, ele também filmou o filme de drama Run This Town, em que fez o protagonista Kamal; e fez uma participação no filme Strange but True. Ele também protagonizou a série Reprisal no papel de Ethan Hart, sendo que esta série foi lançada apenas em 2019. 
Em julho de 2017, Mena foi escalado para interpretar Aladdin no remake de live-action de Aladdin da Disney. O filme foi lançado em 2019 e foi um grande sucesso. Por este filme, Mena se tornou mais conhecido, além de ter sido indicado a alguns prêmios, como o Teen Choice Awards. Apesar do sucesso do filme, Mena ficou um tempo sem conseguir passar em audições depois que fez o Aladdin. Até que, em janeiro de 2021, ele foi escolhido para ser o protagonista masculino do novo filme da Netflix, The Royal Treatment. O filme foi lançado em 2022. No filme, Mena interpreta Thomas, um príncipe que se apaixona por uma cabelereira, interpretada por Laura Marano.
Fora da atuação, Mena fundou duas empresas, a Evolving Vegan, que visa apresentar as pessoas à vida baseada em plantas e ajudá-las a evoluir para esse estilo de vida no seu próprio ritmo. Por meio da página do Instagram de Evolving Vegan e da alça da IGTV, Mena compartilha episódios nos quais ele visita todos os melhores restaurantes veganos dos Estados Unidos e além. Ele também publicou um livro de receitas. E sua outra empresa é a EDA Foudation, uma empresa criada em 2019 e que ajuda a inspirar a inclusão e a diversidade na indústria de artes e entretenimento, para que jovens artistas canadenses de etnias diversas possam ter acesso às ferramentas necessárias para alavancar suas carreiras.

### Postagem criticada no Twitter
Em 13 de maio de 2023, Mena Massoud fez uma postagem no twitter falando sobre o novo live action da Disney, A Pequena Sereia, que estava prestes a ser lançado. O ator opinou que o filme não faria o mesmo sucesso de Aladdin e não chegaria a um bilhão de dólares nas bilheterias, mas mesmo assim ganharia uma sequência. Muitos internautas criticaram Mena por não acreditar no sucesso do filme da Pequena Sereia. Após a repercussão negativa da postagem, Mena desativou seu perfil no twitter. Contudo, Mena acabaria acertando parte de sua previsão, pois A Pequena Sereia não chegou a um bilhão de dólares nas bilheterias. Especulou-se que Mena estaria frustrado pela sequência de Aladdin ainda não ter sido feita pela Disney, o que o teria motivado a falar com desdém sobre o filme da Pequena Sereia.

## Filmografia

### Filme
| Ano  | Título                | Papel         | Notas |
| ---- | --------------------- | ------------- | ----- |
| 2015 | Vamos rap             | John          |       |
| 2017 | Dias Comuns           | Ollie Santos  |       |
| 2019 | Aladdin               | Aladdin       |       |
| 2019 | Strange but True      | Chaz          |       |
| 2020 | Run This Town         | Kamal         |       |
| 2020 | Lamya's Poem          | Rumi (voz)    |       |
| 2022 | Tratamento de Realeza | Prince Thomas |       |

### Televisão
| Ano  | Título           | Papel                             | Notas                          |
| ---- | ---------------- | --------------------------------- | ------------------------------ |
| 2011 | Nikita           | Al Qaeda No. 2                    |                                |
| 2011 | Poser            | Bretten Thomason                  | Papel recorrente, 6 Episódios  |
| 2011 | Combat Hospital  | Salman Zawab                      |                                |
| 2011 | The 99           | Hafiz the Preserver / Dave / Saad | Papel de voz principal         |
| 2012 | Cut to the Chase | Jason                             | Papel recorrente, 7 Episódios. |
| 2012 | King             | Malik Atassi                      |                                |
| 2015 | Open Heart       | Jared Malik                       | Papel principal                |
| 2016 | Watch Dogs 2     | Varias voces                      | Videogame                      |
| 2017 | Saving Hope      | Justin Srinivasan                 |                                |
| 2018 | Jack Ryan        | Tarek Kassar                      | Papel recorrente               |
| 2019 | Reprisal         | Ethan Hart                        | Papel principal                |
| 2021 | 9-1-1: Lone Star | Salim                             | 1 episódio                     |